# Saint-Julien-Puy-Lavèze
 Saint-Julien-Puy-Lavèze  es una población y comuna francesa, situada en la región de Auvernia, departamento de Puy-de-Dôme, en el distrito de Clermont-Ferrand y cantón de Bourg-Lastic.

## Demografía
| 551 | 523 | 458 | 403 | 342 | 337 |
| Para los censos de 1962 a 1999 la población legal corresponde a la población sin duplicidades (Fuente: INSEE [Consultar]) |     |     |     |     |     |